# Торторела Вецкија (Болоња)
Торторела Вецкија (итал. Tortorella Vecchia) је насеље у Италији у округу Болоња, региону Емилија-Ромања.
Према процени из 2011. у насељу је живело 6 становника. Насеље се налази на надморској висини од 53 м.